# Welgelegen (Driebergen-Rijsenburg)

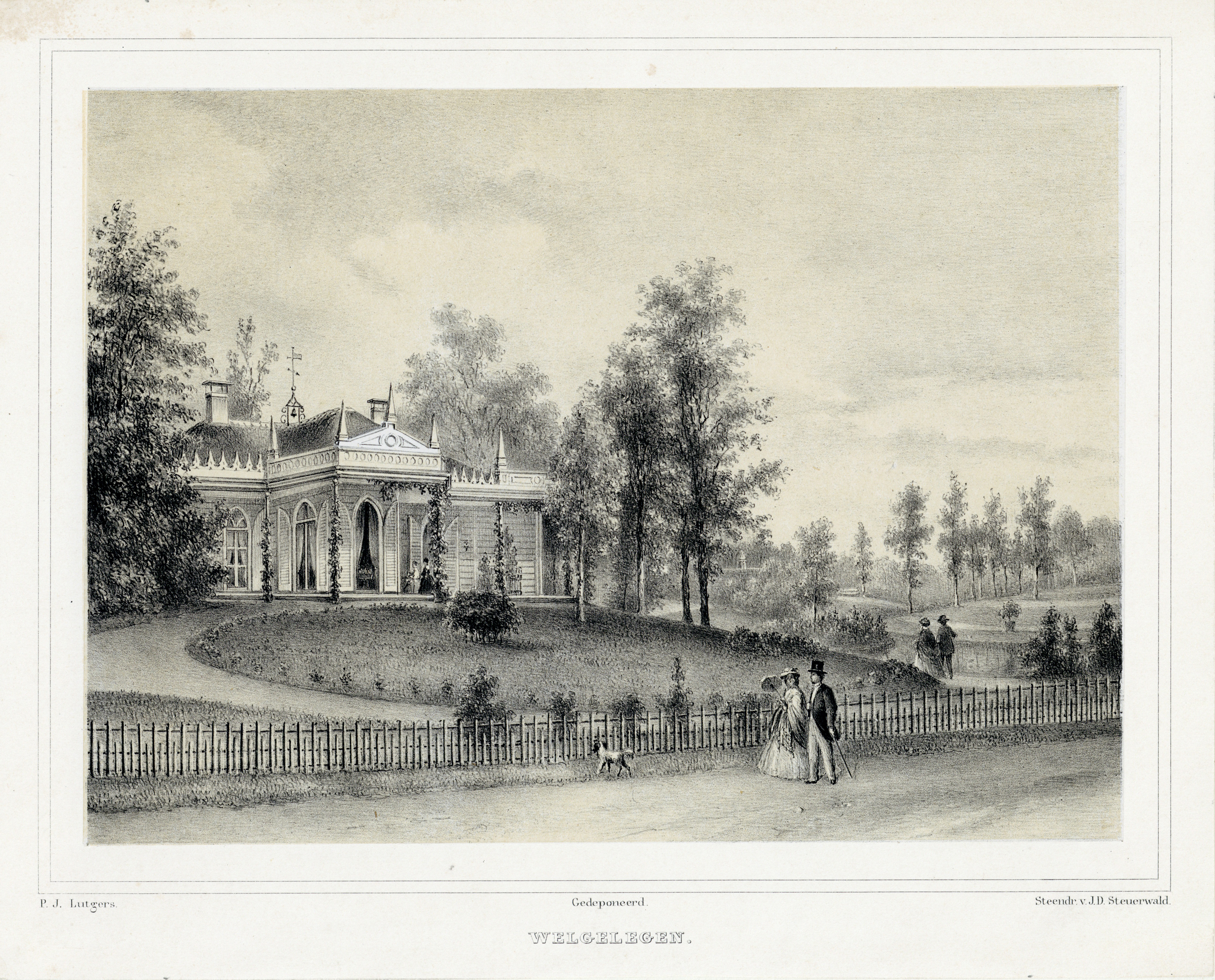
Huis Welgelegen (Petrus Josephus Lutgers, 1868-69)

Park Welgelegen is een park in Driebergen-Rijsenburg in de gemeente Utrechtse Heuvelrug, in de Nederlandse provincie Utrecht. 
Het is een voormalige tuin van een landgoed, namelijk Welgelegen. Dit landgoed, compleet met een neogotisch landhuis, was in 1817 aangelegd door W. Koopman. Rond 1900 werd het huis verbouwd in neoclassicistische stijl. Helaas is het na de Tweede Wereldoorlog gesloopt, nadat het tijdens de oorlog door brand is verwoest. Het huis was namelijk bij de Duitsers in gebruik als opslagplaats voor munitie. 
Het landhuispark ontstond met de afscheiding van landgoed Dennenburg. In 1817 was er een aantal welgestelde Utrechters die op deze grond een luxe zomerverblijf bouwden. In de loop van de negentiende eeuw groeide dit uit tot een indrukwekkende villa met een groot park, tuinen, vijver, ijskelder en zelfs een tennisbaan. Eén van de families die in de villa heeft gewoond is de familie Geertsema. De bekendste telg van deze familie is Molly Geertsema die in de jaren zeventig namens de VVD minister van binnenlandse zaken is geweest."
Na de tweede wereldoorlog besluit men een idyllisch landhuispark te bouwen op het landgoed. De dertig woningen vormen samen Park Welgelegen. Een aantal elementen van het voormalige landgoed is nog te zien, het koetshuis en de koetsierswoning zijn er nog. In 2017  is naar aanleiding van het tweehonderdjarig bestaan van Welgelegen een boek geschreven.  
Dit voormalige landgoedpark is aangelegd met glooiingen, slingerpaadjes, grote beuken, bossages en een slingervijver, die wordt gevoed door de spreng in de Welgelegenlaan.
In 2017 is van de hand van auteur Joost Kingma het boek Werkelijk Welgelegen verschenen over de historie van de (voormalige) buitenplaats. 